# Ради всего человечества
«Ради всего человечества» (англ. For All Mankind) — американский фантастический и драматический сериал. В нём в жанре альтернативной истории рассказывается о том, «что бы случилось, если бы космическая гонка не закончилась».
Премьера состоялась на видеосервисе Apple TV+ 1 ноября 2019 года. В декабре 2020 года, в преддверии премьеры второго сезона, сериал был продлён на третий сезон, премьера которого состоялась 10 июня 2022 года. В июле 2022 года сериал был продлён на четвёртый сезон. Дата премьеры четвёртого сезона — 10 ноября 2023 года. В 2023 году сценаристы рассказали, что с самого начала они обсуждали, что их целью было «около семи сезонов» и что история будет длиться «не менее 70 лет». 17 апреля 2024 года было объявлено о продлении сериала на пятый сезон и о съёмках спин-офф сериала, «Звёздный городок», который расскажет об истории советской космической программы и её победе в лунной гонке. Съёмки пятого сезона начались в июле 2024 года.

## Сюжет
В альтернативной временной шкале в 1969 году советский космонавт Алексей Леонов становится первым человеком, совершившим посадку на Луну. Этот исход подрывает боевой дух НАСА, но также стимулирует американское стремление наверстать упущенное. Поскольку Советский Союз подчёркивал разнообразие, включая женщин в последующие приземления, Соединённые Штаты вынуждены идти в ногу со временем, обучая женщин и представителей меньшинств, которые в первые десятилетия были в значительной степени исключены из исследования космоса США. Каждый последующий сезон происходит десятью годами позже, при этом 2-й сезон происходит в 1980-х, 3-й сезон — в 1990-х, а 4-й сезон — в 2000-х (сезон стартует с событий, происходящих в 2003 году).
Рональд Д. Мур объяснил, как история в сериале изменилась: «Сергей Королёв был отцом советской космической программы; в нашей реальности он погиб во время операции в Москве в середине 1960-х. И после этого их Лунная программа действительно так и не сложилась… Наше расхождение было в том, что Королёв жив… и он организовал их высадку на Луну».

## Актёрский состав
= Главная роль в сезоне
     = Второстепенная роль в сезоне
     = Гостевая роль в сезоне
     = Не появляется

### Основной состав
| Актёр             | Персонаж                  | Появление в сезонах | Появление в сезонах | Появление в сезонах | Появление в сезонах | Появление в сезонах | Появление в сезонах |
| Актёр             | Персонаж                  | 1                   | 2                   | 3                   | 4                   | Эпизоды             |                     |
| ----------------- | ------------------------- | ------------------- | ------------------- | ------------------- | ------------------- | ------------------- | ------------------- |
| Юэль Киннаман     | Эдвард «Эд» Болдуин       | 10                  | 10                  | 10                  | 10                  | 40                  |                     |
| Майкл Дорман      | Гордон «Гордо» Стивенс    | 10                  | 10                  |                     |                     | 20                  |                     |
| Сара Джонс        | Трейси Стивенс            | 10                  | 10                  |                     |                     | 20                  |                     |
| Шантель Вансантен | Карен Болдуин             | 10                  | 10                  | 10                  | 1                   | 31                  |                     |
| Джоди Бальфур     | Эллен Уэйверли (Уилсон)   | 8                   | 10                  | 10                  | 1                   | 29                  |                     |
| Ренн Шмидт        | Марго Мэдисон             | 10                  | 10                  | 10                  | 10                  | 40                  |                     |
| Соня Уолгер       | Молли Кобб                | 5                   | 9                   | 3                   |                     | 17                  |                     |
| Крис Маршалл      | Даниэль Пул               | 8                   | 7                   | 10                  | 10                  | 35                  |                     |
| Синти У           | Кэлли Болдуин             |                     | 9                   | 10                  | 9                   | 28                  |                     |
| Кейси В. Джонсон  | Дэнни Стивенс             |                     | 6                   | 10                  | 1                   | 17                  |                     |
| Кораль Пенья      | Алеида Росалес            |                     | 7                   | 10                  | 9                   | 26                  |                     |
| Эди Гатеги        | Дев Аиса                  |                     |                     | 9                   | 7                   | 16                  |                     |
| Тоби Кеббелл      | Майлз Дейл                |                     |                     |                     | 10                  | 10                  |                     |
| Тайнер Рашинг     | Саманта Мэсси             |                     |                     |                     | 10                  | 10                  |                     |
| Светлана Ефремова | Ирина Васильевна Морозова |                     |                     |                     | 8                   | 8                   |                     |
| Дэниел Стерн      | Элай Хобсон               |                     |                     |                     | 10                  | 10                  |                     |
| Всего эпизодов    | Всего эпизодов            | 10                  | 10                  | 10                  | 10                  | 40                  |                     |

### Второстепенный состав
| Актёр                     | Персонаж                   | Появление в сезонах | Появление в сезонах | Появление в сезонах | Появление в сезонах | Появление в сезонах | Появление в сезонах |
| Актёр                     | Персонаж                   | 1                   | 2                   | 3                   | 4                   | Эпизоды             |                     |
| ------------------------- | -------------------------- | ------------------- | ------------------- | ------------------- | ------------------- | ------------------- | ------------------- |
| Эрик Лэдин                | Джин Кранц                 | 6                   |                     |                     |                     | 6                   |                     |
| Артуро дель Пуэрто        | Октавио Росалес            | 6                   |                     | 3                   |                     | 9                   |                     |
| Оливия Трухильо           | Алеида Росалес (подросток) | 7                   |                     |                     |                     | 7                   |                     |
| Крис Бауэр                | Дик Слейтон                | 9                   |                     |                     |                     | 9                   |                     |
| Крис Агос                 | Базз Олдрин                | 6                   |                     |                     |                     | 6                   |                     |
| Ленни Джейкобсон          | Уэйн Кобб                  | 4                   | 3                   | 1                   |                     | 8                   |                     |
| Ноа Харпстер              | Уильям «Билл» Штраусер     | 8                   | 7                   | 8                   | 1                   | 24                  |                     |
| Меган Летерс              | Памела «Пэм» Хортон        | 7                   | 5                   | 4                   | 1                   | 17                  |                     |
| Ребекка Уайсоки           | Мардж Слейтон              | 4                   |                     |                     |                     | 4                   |                     |
| Нэйт Корддри              | Ларри Уилсон               | 5                   | 6                   | 6                   |                     | 17                  |                     |
| Ник Торен                 | Тим «Птичий пёс» Маккирнан | 7                   | 3                   |                     |                     | 10                  |                     |
| Дэн Уорнер                | генерал Артур Уэбер        | 5                   |                     |                     |                     | 5                   |                     |
| Уоллес Лэнгэм             | Гарольд Вайснер            | 5                   |                     |                     |                     | 5                   |                     |
| Майкл Харни               | Джек Бродстрит             | 5                   |                     |                     |                     | 5                   |                     |
| Колм Фиори                | Вернер фон Браун           | 3                   |                     |                     |                     | 3                   |                     |
| Тея Пат                   | Эмма Йоргенс               | 3                   | 3                   | 5                   |                     | 11                  |                     |
| Леонора Питс              | Ирен Хендрикс              | 3                   | 3                   |                     |                     | 6                   |                     |
| Спенсер Гаррет            | Роджер Скотт               | 7                   | 1                   |                     |                     | 8                   |                     |
| Меган Доддс               | Андреа Уолтерс             | 5                   | 1                   |                     |                     | 6                   |                     |
| Дэн Донохью               | Томас О. Пейн              | 5                   | 7                   |                     |                     | 12                  |                     |
| Джон Маршалл Джонс        | генерал Нельсон Брэдфорд   |                     | 9                   | 1                   |                     | 10                  |                     |
| Майкл Бенц                | Гэри Пискотти              |                     | 7                   |                     |                     | 7                   |                     |
| Микаэла Конлин            | Хелена Вебстер             |                     | 8                   |                     |                     | 8                   |                     |
| Дэвид Чандлер             | Джимми Стивенс             |                     | 6                   | 5                   |                     | 11                  |                     |
| Скотт Майкл Кэмпбелл      | Александр «Алекс» Росси    |                     | 5                   | 1                   |                     | 6                   |                     |
| Дэниел Дэвид Стюарт       | Ник Коррадо                |                     | 4                   | 4                   |                     | 8                   |                     |
| Тим Джо                   | Стив Померанз              |                     | 5                   |                     |                     | 5                   |                     |
| Линда Пак                 | Эми Чанг                   |                     | 5                   |                     |                     | 5                   |                     |
| Эллен Ро                  | Салли Райд                 |                     | 5                   |                     |                     | 5                   |                     |
| Коннор Тилман             | Ванс Полсон                |                     | 6                   |                     |                     | 6                   |                     |
| Зак Титус                 | Чарльз Бернитц             |                     | 4                   | 3                   |                     | 7                   |                     |
| Крис Кортес               | Стивен Лопес               |                     | 5                   |                     |                     | 5                   |                     |
| Андре Бойер               | Джейсон Вильгельм          |                     | 5                   |                     |                     | 5                   |                     |
| Чарли Шлеттер             | Пол Майклс                 |                     | 7                   |                     |                     | 7                   |                     |
| Пётр Адамчик              | Сергей Орестович Никулов   |                     | 5                   | 6                   | 2                   | 13                  |                     |
| Александр Соковиков       | Ролан Ефимович Баранов     |                     | 3                   | 7                   |                     | 10                  |                     |
| Джефф Хэфнер              | Сэм Кливленд               |                     | 3                   | 1                   |                     | 4                   |                     |
| Горан Ивановский          | доктор Дмитрий Маяковский  |                     | 1                   | 7                   | 5                   | 13                  |                     |
| Сахана Сринивасан         | Нури Прабакар              |                     |                     | 6                   | 1                   | 7                   |                     |
| Медлин Бертани            | Эмбер Стивенс              |                     |                     | 5                   | 1                   | 6                   |                     |
| Вера Черны                | Ленара Катиш               |                     |                     | 8                   | 1                   | 9                   |                     |
| Лев Горн                  | Григорий Кузнецов          |                     |                     | 8                   | 2                   | 10                  |                     |
| Шон Патрик Томас          | Кори Джонсон               |                     |                     | 3                   | 3                   | 6                   |                     |
| Джастис Смит              | Исайя Джонсон              |                     |                     | 3                   | 2                   | 5                   |                     |
| Джордж Диаз               | Виктор Диаз                |                     |                     | 4                   | 5                   | 9                   |                     |
| Джессика Так              | Кристин Фрэнсис            |                     |                     | 7                   | 5                   | 12                  |                     |
| Роберт Бэйли, мл.         | Уилл Тайлер                |                     |                     | 7                   | 6                   | 13                  |                     |
| Павел Шайда               | Алексей Полётов            |                     |                     | 5                   |                     | 5                   |                     |
| Энн Байер                 | Луиза Мюллер               |                     |                     | 7                   | 1                   | 8                   |                     |
| Ник Борэйн                | Ларс Хэгстром              |                     |                     | 6                   |                     | 6                   |                     |
| Амол Шах                  | Адарш Сезай                |                     |                     | 5                   |                     | 5                   |                     |
| Ильса Понко               | Изабель Кастилло           |                     |                     | 4                   |                     | 4                   |                     |
| Тейлор Дирдон             | Санни Холл                 |                     |                     | 3                   |                     | 3                   |                     |
| Рэнди Оглсби              | Джим Брэгг                 |                     |                     | 6                   |                     | 6                   |                     |
| Блэр Хикки                | Ричард Хильярд             |                     |                     | 3                   | 2                   | 5                   |                     |
| Чарльз С. «Чарли» Ли      | Ли Джунг-Гил               |                     |                     | 2                   | 7                   | 9                   |                     |
| Шеннон Лучио              | Аманда Дейл                |                     |                     |                     | 5                   | 5                   |                     |
| Мария Машкова             | Светлана Захарова          |                     |                     |                     | 3                   | 3                   |                     |
| Димитар Маринов           | Илья Брешов                |                     |                     |                     | 7                   | 7                   |                     |
| Сальвадор Гутьеррез-Чакон | Джеральдо Ортис-Ниньо      |                     |                     |                     | 9                   | 9                   |                     |
| Джо Келли                 | Майя Эстим                 |                     |                     |                     | 5                   | 5                   |                     |
| Сантьяго Вейзага          | Хавьер Диаз                |                     |                     |                     | 4                   | 4                   |                     |
| Пайпер Рубио              | Лили Дейл                  |                     |                     |                     | 4                   | 4                   |                     |
| Коко Дэй                  | Сара Дейл                  |                     |                     |                     | 3                   | 3                   |                     |
| Пэрис Роуз                | Грациана Диаз              |                     |                     |                     | 4                   | 4                   |                     |
| Эзра Лин                  | Алекс Полётов              |                     |                     |                     | 7                   | 7                   |                     |
| Ирина Дубова              | Ольга Полётова             |                     |                     |                     | 3                   | 3                   |                     |
| Моусес Джонс              | Рич Вейтерс                |                     |                     |                     | 8                   | 8                   |                     |
| Мик Вотфорд               | Палмер Джеймс              |                     |                     |                     | 8                   | 8                   |                     |
| Аня Букштейн              | Татьяна Волкова            |                     |                     |                     | 3                   | 3                   |                     |
| Винни Чиббер              | Рави Васвани               |                     |                     |                     | 4                   | 4                   |                     |
| Алекс Чоффи               | Тим                        |                     |                     |                     | 5                   | 5                   |                     |
| Билли Лаш                 | Майкл Бишоп                |                     |                     |                     | 4                   | 4                   |                     |
| Никита Боголюбов          | Тимур Авилов               |                     |                     |                     | 3                   | 3                   |                     |
| Тесс Лина                 | Вероника «Ронни» Хант      |                     |                     |                     | 4                   | 4                   |                     |
| Синди Джексон             | Холли «Спаркс» Эдмонодсон  |                     |                     |                     | 4                   | 4                   |                     |
| Нур Разуки                | Файза Хатиб                |                     |                     |                     | 4                   | 4                   |                     |
| Чарльз Ким                | Чо Бён Хо                  |                     |                     |                     | 4                   | 4                   |                     |
| Катарина Морхакова        | Нина Роженкова             |                     |                     |                     | 4                   | 4                   |                     |
| Всего эпизодов            | Всего эпизодов             | 10                  | 10                  | 10                  | 10                  | 40                  |                     |

## Эпизоды

### Сезон 1 (2019)
| № | Название                                         | Режиссёр             | Автор сценария                        | Дата премьеры   |
| --- | ------------------------------------------------ | -------------------- | ------------------------------------- | --------------- |
| 1 | «Красная Луна» «Red Moon»                        | Сет Гордон           | Рональд Мур, Мэтт Уолперт, Бен Недиви | 1 ноября 2019   |
| Советский космонавт Алексей Леонов становится первым человеком, который высадился на Луне в июне 1969 года, вызвав ажиотаж в НАСА по поводу американской посадки на Луну. Командир ранее облетевшего Луну «Аполлона-10» астронавт Эл Болдуин, будучи нетрезвым, говорит в баре репортёру, что он мог бы успешно приземлиться на Луне, что позволило бы им опередить советских космонавтов на месяц. Когда эти слова становятся публичными, Эда отстраняют от программы и снимают с должности командира «Аполлона-15». |                                                  |                      |                                       |                 |
| 2 | «Он построил «Сатурн-5»» «He Built the Saturn V» | Сет Гордон           | Мэтт Уолперт, Бен Недиви              | 1 ноября 2019   |
| Вернер фон Браун выступает против распоряжения президента Никсона о постройке военной базы на поверхности Луны, после чего его снимают с должности директора НАСА. На его место назначается Марго Мэдисон. Дик Слейтон восстанавливает Болдуина в качестве командира «Аполлона-15». |                                                  |                      |                                       |                 |
| 3 | «Женщины Никсона» «Nixon's Women»                | Аллен Култер         | Николь Битти                          | 1 ноября 2019   |
| СССР высаживает на Луну первую женщину, Анастасию Беликову, после чего перед Диком Слейтоном ставится задача набрать группу из астронавтов-женщин. В отборе участвует также Трейси Стивенс, жена астронавта Гордо Стивена и негритянка Даниэль Пул. Зонды НАСА обнаруживают потенциальное место воды на Луне, что позволяет определить расположение будущей американской лунной станции. |                                                  |                      |                                       |                 |
| 4 | «Основной экипаж» «Prime Crew»                   | Аллен Култер         | Нарен Шанкар                          | 8 ноября 2019   |
| Обнаружение запасов воды на Луне и крушение советской лунной миссии в этом же районе подталкивает НАСА к ускорению программы по размещению лунной базы. Слейтон изменяет состав экипажа "Аполлона-15", заменяя Гордо Стивенса на первую американскую астронавтку Молли Кобб. |                                                  |                      |                                       |                 |
| 5 | «Полёт в бездну» «Into the Abyss»                | Серджо Мимика-Геззан | Дэвид Уэддл, Брэдли Томпсон           | 15 ноября 2019  |
| Болдуин и Кобб исследуют кратер Шеклтона, Кобб находит потенциально значимый источник воды для будущей лунной станции. Клэйтон, муж астронавтки Даниэль Пул, возвращается с Вьетнамской войны и вступает в перепалку с Гордо, бывшим военным лётчиком. |                                                  |                      |                                       |                 |
| 6 | «Снова дома» «Home Again»                        | Серджо Мимика-Геззан | Стефани Шэннон                        | 22 ноября 2019  |
| В 1974 году на первой американской лунной станции «Джеймстаун» находится экипаж в составе Эда Болдуина, Гордо Стивенса и Даниэль Пул. Взрыв на старте "Аполлона-23" приводит к отсрочке смены экипажа и проверкам со стороны ФБР. СССР размещает собственную лунную базу «Звезда» в 60 милях от «Джеймстауна». |                                                  |                      |                                       |                 |
| 7 | «Привет, Боб» «Hi, Bob»                          | Мира Мэнон           | Рональд Мур                           | 29 ноября 2019  |
| Экипаж «Джеймстауна» вынужден остаться на станции на всё более долгий срок, что приводит к серьёзным проблемам между астронавтами. Астронавтка Эллен Уэйверли выходит замуж за коллегу для снятия подозрений со стороны ФБР в однополой ориентации обоих. В семье Эда Болдуина на Земле случается трагедия. |                                                  |                      |                                       |                 |
| 8 | «Разрыв» «Rupture»                               | Мира Мэнон           | Николь Битти                          | 6 декабря 2019  |
| Эд Болдуин остаётся один на «Джеймстауне» и получает задание следить за советской базой. Сообщение о соболезнованиях от советской миссии, адресованное Болдуину, сбивает его с толку. Карен сообщает мужу, оставшемуся на Луне, о смерти сына в результате аварии. |                                                  |                      |                                       |                 |
| 9 | «Раненая птица» «Bent Bird»                      | Джон Дал             | Дэвид Уэддл, Брэдли Томпсон           | 13 декабря 2019 |
| Карен не может смириться со смертью сына. Миссия "Аполлон-24" сталкивается с серьёзными неполадками на орбите. Напряжённость в соперничестве американской и советской лунных станций достигает апогея, когда Болдуин встречает советского космонавта, изучавшего американскую часть кратера. |                                                  |                      |                                       |                 |
| 10 | «Город на холме» «A City Upon A Hill»            | Джон Дал             | Мэтт Уолперт, Бен Недиви              | 20 декабря 2019 |
| В ходе рискованной спасательной операции на земной орбите экипаж "Аполлона-25" во главе с Трейси Стивен ликвидирует поломку на "Аполлоне-24", однако при этом гибнет член экипажа "Аполлона-24". Оставшись вдвоём, Эллен Уэйверли и тяжело раненный Дик Слейтон намечают курс на Луну, несмотря на противодействие Центра. Спасательная операция оканчивается эвакуацией Болдуина с лунной станции, на которой остаётся Эллен Уэйверли (Слейтон умер и был похоронен на Луне). В сцене после титров в 1983 году Эд и Карен обсуждают прямую трансляцию запуска ракеты Sea Dragon с грузом для расширения лунной станции. |                                                  |                      |                                       |                 |

### Сезон 2 (2021)
| № | Название                                        | Режиссёр             | Автор сценария              | Дата премьеры   |
| --- | ----------------------------------------------- | -------------------- | --------------------------- | --------------- |
| 1 | «Каждая мелочь» «Every Little Thing»            | Майкл Моррис         | Рональд Мур                 | 19 февраля 2021 |
| За почти десятилетие база «Джеймстаун» расширилась и теперь вмещает больше астронавтов и оборудования. Одновременно действует орбитальная станция «Скайлэб». Эд Болдуин руководит отрядом астронавтов, его жена Карен и их приёмная дочь Келли работают вместе в баре «Аванпост». Трейси объявляет о своём новом браке на вечернем телешоу, не уведомив об этом Гордо. Орбитальной станции и лунной базе угрожает мощнейший солнечный шторм, в этих условиях Молли Кобб получает большую долю радиации, спасая на Луне астронавта Вюббо Оккелса. |                                                 |                      |                             |                 |
| 2 | «Передний край» «Bleeding Edge»                 | Майкл Моррис         | Мэтт Уолперт, Бен Недиви    | 26 февраля 2021 |
| Молли утаивает от всех детали случившегося с ней во время солнечного шторма и возвращается на Землю. Перед Марго Мэдисон поставлена задача совместного советско-американского полёта, который потенциально позволит снизить напряжённость в отношениях США и СССР. После своей 4-й миссии Эллен сдаёт пост командира «Джеймстауна» Алексу Росси и назначается на должность заместителя главы НАСА. Она противостоит планам по сокращению финансирования программы полёта на Марс. После смерти мужа Даниэль Пул просит Эда Болдуина снова допустить её к космическим полётам, Гордо также делится с ним своими переживаниями. Эд решает вернуть их обоих в состав действующих астронавтов. |                                                 |                      |                             |                 |
| 3 | «Порядок боевых действий» «Rules of Engagement» | Эндрю Стэнтон        | Стефани Шеннон              | 5 марта 2021    |
| Конфронтационное развитие событий на Луне заставляет руководство НАСА подумать о вооружении астронавтов на лунной базе. Келли объявляет родителям о своём желании поступить в Военно-морскую академию, что находит противоречивый отклик у Эда и Карен. |                                                 |                      |                             |                 |
| 4 | «Патфайндер» «Pathfinder»                       | Стефани Шеннон       | Дэвид Уэддл, Брэдли Томпсон | 12 марта 2021   |
| Эд решает вернуться к космическим полётам и назначает себя командиром миссии «Патфайндера», космического челнока нового поколения на атомной энергии, Молли занимает его место в руководстве НАСА. Даниэль Пул назначена командиром американского экипажа в планируемой совместной с СССР космической программе. Гордо сталкивается с психологическими проблемами при подготовке к своему полёту. |                                                 |                      |                             |                 |
| 5 | «Груз ответственности» «The Weight»             | Мира Мэнон           | Николь Битти, Джо Миноски   | 19 марта 2021   |
| После учебного боя над Мексиканским заливом Эд катапультируется из самолёта и вместе с Гордо получает строгий выговор от Молли. Алейда после ссоры с бойфрендом принимает предложение Марго Мэдисон о работе в НАСА и становится начинающим инженером в программе «Союз — Аполлон». Трейси прибывает на «Джеймстаун», оказавшись не готовой к монотонной работе на лунной базе. Гордо начинает активную физическую и психологическую подготовку к предстоящему полёту. |                                                 |                      |                             |                 |
| 6 | «Самые лучшие планы» «Best Laid Plans»          | Мира Мэнон           | Джо Миноски                 | 26 марта 2021   |
| Делегация советских космонавтов и инженеров прибывает в США для обсуждения программы «Союз — Аполлон», но переговоры идут с большим трудом из-за взаимного недоверия. Келли готовится к поступлению в Военно-морскую академию. Эд с экипажем (включая Салли Райд) тренируется для полёта на «Патфайндере». Гордо решает постараться вернуть отношения с Трейси, а Эллен – развестись. Даниэль и её напарник прибывают в Звёздный городок в СССР. Тем временем на Луне новоприбывшая группа астронавтов, вооружённых штурмовыми винтовками, тренируется в стрельбе в непривычных условиях. |                                                 |                      |                             |                 |
| 7 | «Давайте без жестокости» «Don't Be Cruel»       | Дэнни Гордон         | Николь Битти                | 2 апреля 2021   |
| Томас Пэйн, директор НАСА, погибает в сбитом советским истребителем авиалайнере над Сахалином, что приводит отношения между сверхдержавами в состояние крайней напряжённости. Эллен, по воле случая не попавшая на борт самолёта, становится исполняющей его обязанности. Марго предупреждает русского коллегу Сергея Никулова об опасности при старте советского «Бурана». На Луне вооружённые американские астронавты возвращают себе ранее захваченную советскими космонавтами лунную шахту. |                                                 |                      |                             |                 |
| 8 | «За вас» «And Here's to You»                    | Дэнни Гордон         | Рональд Мур                 | 9 апреля 2021   |
| Президент Рейган назначает Эллен на должность директора НАСА. Молли выясняет, что может ослепнуть. Принято решение вооружить «Патфайндер» самонаводящимися ракетами. Келли узнаёт, кем были её биологические родители. Гордо прибывает на базу «Джеймстаун» и открывается Трейси в том, что в действительности произошло с ним 10 лет назад на лунной базе. Тем временем противостояние на Луне принимает трагический оборот, гибнет советский космонавт. |                                                 |                      |                             |                 |
| 9 | «Сортировка» «Triage»                           | Серджо Мимика-Геззан | Дэвид Уэддл, Брэдли Томпсон | 16 апреля 2021  |
| СССР запускает собственный космический челнок «Буран»; НАСА предполагает, что он может угрожать американской лунной программе и решает запустить «Патфайндер» раньше назначенного срока для защиты «Джеймстауна». Раненый советский космонавт Ролан Баранов, доставленный на американскую базу, просит убежища в США. Несмотря на нарастающее напряжение, работа над программой «Союз — Аполлон» всё же продолжается. Марго и Сергей продолжают неофициально сотрудничество. Вооружённые советские космонавты вторгаются на «Джеймстаун». |                                                 |                      |                             |                 |
| 10 | «Сумрак» «The Grey»                             | Серджо Мимика-Геззан | Мэтт Уолперт, Бен Недиви    | 23 апреля 2021  |
| Накал противостояния СССР и США быстро нарастает в то время как продолжается атака на «Джеймстаун», гибнут астронавты и космонавты; шаттлы «Буран» и «Патфайндер», оба несущие ракеты, близки к открытому столкновению, а стыковка аппаратов программы «Союз — Аполлон», вышедших на орбиту, откладывается раз за разом. Гордо и Трейси связываются с Центром и соглашаются на самоубийственную миссию с целью предотвратить надвигающуюся аварию ядерного реактора на лунной базе. Даниэль, командир экипажа «Аполлона», самовольно решает начать стыковку с «Союзом». Экипаж «Патфайндера», преодолев внутренние разногласия по поводу своей миссии, решает открыть огонь по беспилотному транспортнику «Sea Dragon», чтобы избежать человеческих жертв. Трансляция встречи экипажей «Союза» и «Аполлона» и крушение «Sea Dragon» воодушевляет лидеров сверхдержав пойти на разрядку напряжённости; советские космонавты покидают «Джеймстаун». В заключительный сцене человек в скафандре делает шаги на Марсе в 1995 году. |                                                 |                      |                             |                 |

### Сезон 3 (2022)
| № | Название                                                      | Режиссёр       | Автор сценария              | Дата премьеры |
| --- | ------------------------------------------------------------- | -------------- | --------------------------- | ------------- |
| 1 | «Поларис» «Polaris»                                           | Сара Бойд      | Мэтт Уолперт, Бен Недиви    | 10.06.2022    |
| Июль 1992 года. Прошло около 10 лет с драматических событий, произошедших в конце второго сезона. NASA и Роскосмос заявляют, что им поставлена цель – достигнуть Марса в 1996 году. Эллен Уэйверли покидает NASA и начинает борьбу за победу на президентских выборах. Ослепшая Молли Кобб продолжает работать на прежнем посту. Марго и Сергей продолжают неофициальный обмен технической информацией. Карен Болдуин владеет орбитальным космическим отелем "Поларис", где ярким событием становится свадьба астронавта Дэнни Стивенса – старшего сына Гордо и Трейси Стивенсов, на которую в качестве гостей прибывают Даниэль Пул и Эд Болдуин. Однако вскоре события на орбите приняли трагический оборот и угрожали обернуться катастрофой, которую предотвратил Дэнни. |                                                               |                |                             |               |
| 2 | «Поворотный момент» «Game Changer»                            | Сара Бойд      | Дэвид Уэддл, Брэдли Томпсон | 17.06.2022    |
| После аварии на орбитальном отеле "Поларис" Карен Болдуин договаривается о продаже повреждённого отеля с владельцем частной аэрокосмической корпорации "Helios Aerospace" Дэвом Айесой, который хочет превратить отель в межпланетную станцию "Феникс" для первого пилотируемого полёта на Марс в 1994 году. Молли Кобб назначает Болдуина командиром первой марсианской миссии NASA. Марго недовольна этим решением, она увольняет Кобб и назначает командиром миссии Пул, которая приглашает в экипаж Дэнни. Эд Болдуин принимает предложение стать командиром миссии "Helios Aerospace". |                                                               |                |                             |               |
| 3 | «Ва-банк» «All In»                                            | Венди Станцлер | Николь Битти                | 24.06.2022    |
| Роскосмос и НАСА переносят марсианский полёт на 1994 год. Приёмная дочь Болдуина Келли возвращается из Антарктиды, отклоняет приглашение в экипаж отца, просит и получает у Даниэль должность биолога в её экипаже в НАСА. Карен предлагает Алейде Росалес работу в Helios, но она отказывается и становится директором полётов НАСА. Дэнни арестовывают за нетрезвый загул, в результате чего Даниэль отстраняет его от миссии. Эд даёт ему должность второго пилота в своём экипаже «Феникса». Сергей сближается с Марго, но вынужден спросить её о конструкции ядерного двигателя НАСА, поскольку советская конструкция имеет проблемы. Она отказывается, но агенты КГБ шантажируют её, угрожая убить Сергея. Билл Страуссер переходит в Helios в качестве руководителя полётов. Два года спустя Эллен становится президентом США, и все три миссии отправляются на Марс — «Феникс» с околоземной орбиты, «Соджорнер-1» из Джеймстауна и советский «Марс-94» с Байконура. |                                                               |                |                             |               |
| 4 | ««Счастливая долина»» «Happy Valley»                          | Венди Станцлер | Джо Меноски                 | 01.07.2022    |
| Все три космических корабля направляются к Марсу, впереди всех – «Феникс». «Соджорнер» догоняет его, разверну солнечные паруса. На Земле Дэв в ярости настаивает на том, что первое место – это единственное, что имеет значение, требуя от своего персонала найти способ для «Феникса» добраться до Марса первым. «Марс-94» форсирует ядерные двигатели, пытаясь нагнать американцев, но двигательная установка не выдерживает и начинается её расплавление. Эд настаивает на помощи русским, но Дэв отвергает его решение и блокирует управление кораблём, который продолжает полёт. Президент США Эллен Уэйверли приказывает НАСА организовать спасательную операцию. Во время перехода космонавтов на «Соджорнер» топливный бак «Марса-94» взрывается, в результате два астронавта и один космонавт погибают. |                                                               |                |                             |               |
| 5 | «Семь минут ужаса» «Seven Minutes of Terror»                  | Эндрю Стэнтон  | Сабрина Алмейда             | 08.07.2022    |
| Экипажи «Соджорнера» и «Марса-94» хоронят своих погибших товарищей в космосе. Марго соглашается передать русским для выполнения их марсианской программы часть ресурсов миссии «Соджорнер» в обмен на приезд в Хьюстон Сергея Никулова, содержащегося в тюрьме КГБ за несанкционированное сотрудничество с НАСА. Экипажу «Феникса» удаётся снять блокировку управления полётом Helios. Карен уходит из Helios из-за отказа помочь «Марсу-94». Алейда обнаруживает, что русские двигатели являются копиями американских, о чём сообщает Марго. Дэнни узнаёт пароль, позволяющий ему прослушать видеосообщения, которые Карен и Эд отправляют друг другу. У Келли и космонавта Алексея Полётова начинается роман. «Феникс» прибывает к Марсу, за ним следует «Соджорнер». «Феникс» пытается совершить посадку, но Эд прерывает её из-за технических неполадок во время песчаной бури. Даниэль успешно сажает «Соджорнер» на Марс. Экипаж поздравляют Эллен Уэйверли и президент СССР Михаил Горбачёв. Даниэль и командир «Марса-94» Григорий Кузнецов, пытаясь опередить друг друга, одновременно шагают на поверхность и здесь же вместе падают. |                                                               |                |                             |               |
| 6 | «Новый Эдем» «New Eden»                                       | Эндрю Стэнтон  | Стефани Шэннон              | 15.07.2022    |
| После грубой посадки «Соджорнер» больше не может летать, все три экипажа должны вернуться на Землю на «Фениксе», который также совершил посадку и организовал свою базу. Русские и американцы неохотно сотрудничают на американской базе Хэппи-Вэлли. Напряжённость возрастает, когда американец Уилл Тайлер раскрывает в эфире, что он гей, из-за чего ныне американский астронавт Ролан Баранов опасается, что заразится ВИЧ. Эллен пользуется этой историей, издав распоряжение о том, что ни один военнослужащий США не может быть принуждён к раскрытию своей сексуальной ориентации. Карен возвращается в команду Helios в качестве главного операционного директора. Дэнни ранит ладонь во время бурения почвы, ему дают викодин, позже он начинает воровать более сильные обезболивающие. Тем временем Роскосмос обнаруживает залежи марсианской воды и заключает сделку с Helios, чтобы фирма помогла добывать её, сохраняя это в тайне от НАСА. Сергей сообщает Марго о находке воды на Марсе. Келли и Алексей занимаются сексом на американской базе. Марго просит военных США помочь Никулову бежать из СССР. Супруг президента Уэйверли, Ларри, нескромно рассказывает репортёру о своих гомосексуальных отношениях. |                                                               |                |                             |               |
| 7 | «Крах» «Bring it Down»                                        | Дэн Лю         | Николь Битти                | 22.07.2022    |
| Советская команда из Хьюстона переезжает в Helios, а Сергей возвращается в Советский Союз. Ларри лжёт под присягой о своих личных отношениях и говорит Эллен, что Пэм бросила её из-за её карьеры. Эллен навещает Пэм. На базе Helios команды готовятся к бурению, хотя Келли настаивает на том, что образцы керна не были полностью проверены на наличие микробной жизни. Алейда начинает подозревать, что Марго передала конструкции двигателя СССР. Проблема Дэнни с наркотиками обостряется, и Эд отстраняет его от буровой миссии. Джимми Сандерс крадёт карту доступа в НАСА, которую его подруга Санни и её друзья используют, чтобы украсть статую Гордо и Трейси. Дэнни, находясь под таблетками, отключает связь с буровой бригадой и допускает аварию буровой установки, что приводит к травмам Эда и кубинской космонавтки Исабель Кастильо и обрушению утёса над базой «Феникса». |                                                               |                |                             |               |
| 8 | «Пески Ареса» «The Sands of Ares»                             | Дэн Лю         | Джо Меноски, Эрик Филлипс   | 29.07.2022    |
| Астронавт Ник Коррадо и Исабель Кастильо найдены погибшими, Алексей Полётов и Луиза Мюллер пешком приходят в Хэппи-Вэлли. Эд и Дэнни заперты в засыпанном оползнем модуле «Феникса», и Эд узнаёт неприятные вещи о Дэнни и своём погибшем сыне. Эллен признаётся Пэм, что она любовь всей её жизни, а Джимми спорит с Карен о Дэнни. Марсоход НАСА находит засыпанный модуль и астронавты Тайлер и Баранов по разработанному НАСА, Helios и советскими специалистами плану добираются до него, взорвав заряд в лавовой трубке, благодаря чему Эд и Дэнни спасаются. У Алексея обнаруживается субдуральная гематома, и он умирает, несмотря на переливание крови от Келли. Во время переливания доктор Маяковский узнаёт, что Келли беременна. |                                                               |                |                             |               |
| 9 | «Возвращение домой» «Coming Home»                             | Крейг Зиск     | Дэвид Уэддл, Брэдли Томпсон | 05.08.2022    |
| Прошло 5 месяцев, и выжившие в Хэппи-Вэлли ремонтируют сломанную электронику стыковочного модуля и ищут дополнительное топливо, чтобы вернуться в «Феникс». Алейда и Билл Страуссер приходят к выводу что это Марго, вероятнее всего, предоставляет СССР секретную информацию из НАСА; Билл обращается в ФБР, что Алейда не приемлет. На фоне нарастающих финансовых проблем правление Helios решает заменить Дэва на посту генерального директора на Карен и продать «Феникс» НАСА. Чтобы предотвратить политический кризис, созданный Ларри, и свой потенциальный импичмент, Эллен признаётся на пресс-конференции, что она лесбиянка. Келли теряет сознание от преэклампсии. Даниэль и Кузнецов проезжают по Марсу 89 км, чтобы взять необходимое оборудование с северокорейского зонда и обнаруживают там вооружённого северокорейского астронавта, который угрожает им пистолетом. |                                                               |                |                             |               |
| 10 | «Незнакомец на незнакомой земле» «Stranger in a Strange Land» | Крейг Зиск     | Мэтт Уолперт, Бен Недиви    | 12.08.2022    |
| В ретроспективе показано, как северокорейская капсула совершила аварийную посадку на Марсе 8 февраля 1995 года, при этом погиб один член экипажа. Единственный выживший, Ли Чон Гиль, официально оказывается первым человеком на Марсе, но не может установить контакт с Землёй, и у него заканчиваются припасы, когда его находят Даниэль и Кузнецов. Они возвращаются в Хэппи-Вэлли все вместе и с необходимым оборудованием. Вице-президент Брэгг говорит Эллен, что ей нужно уйти в отставку, чтобы избежать импичмента, но она отказывается. Марго предупреждают, что ФБР расследует её деятельность. Сергею и его семье помогают бежать в США через Западную Германию. Марго объявляет о своей отставке. Из-за невозможности рожать на месте беременная Келли должна немедленно покинуть планету, но из-за нехватки топлива долететь до «Феникса» может только один человек. Сообщество Хэппи-Вэлли соглашается остаться на Марсе и ждать «Соджорнер-2». Эд летит с Келли на стыковочном модуле, и ей приходится добираться до «Феникса» через открытый космос. Эд при посадке разбивает модуль, но выживает. После того, как Дэнни признаётся Эду, что авария на бурении произошла по его вине, его отселяют жить в разбившейся корейской капсуле. Друзья Джимми взрывают большую бомбу возле Космического центра имени Линдона Джонсона, гибнут Карен и Молли. Эллен возвращается к Пэм. В конце показано, что Марго в 2003 году живёт в Москве. |                                                               |                |                             |               |

### Сезон 4 (2023—2024)
| № | Название                                      | Режиссёр             | Автор сценария                          | Дата премьеры |
| --- | --------------------------------------------- | -------------------- | --------------------------------------- | ------------- |
| 1 | «Гласность» «Glasnost»                        | Лукас Эттлин         | Мэтт Уолперт, Бен Недиви                | 10.11.2023    |
| В 2003 году международная марсианская база Хэппи-Вэлли значительно выросла (на ней работают 4 сектора: от НАСА, от Helios, от СССР и от Северной Кореи) и готовится впервые доставить на орбиту Марса астероид для добычи полезных ископаемых с помощью космического корабля под командованием Эда Болдуина. Происходит авария, гибнут космонавт Кузнецов и астронавт Паркер, миссия прерывается. Марго, живущая в горбачёвском Советском Союзе, живёт скучной жизнью, ей обещают, но не привлекают к консультациям по вопросам космической деятельности. Узнав об аварии, она пытается связаться с руководством Роскосмоса, но получает отказ. Келли Болдуин живёт на Земле с сыном и хочет, чтобы отец вернулся домой, но Эд снова продлевает своё пребывание на Марсе. Алейда все ещё находится в отделе управления полётами, страдая от приступов паники, вызванных травмой, полученной во время взрыва в Космическом центре, теперь носящем имя Молли Кобб. Безработный буровик-нефтяник Майлз Дэйл подаёт заявку на работу на Луне, но ожидание оказывается слишком долгим. Он добровольно соглашается на полёт на Марс на работу — за большие деньги, но более длительную ротацию. Новый администратор НАСА Хобсон просит Даниэль Пул вернуться в отряд и вылететь на Марс в качестве командира миссии. Даниэль соглашается, и они с Майлзом и большим экипажем отправляются на Марс. |                                               |                      |                                         |               |
| 2 | «Хорошего марсианского дня» «Have A Nice Sol» | TBA                  | Дэвид Вэдди, Брэдли Томпсон             | 17.11.2023    |
| Даниэль и Майлз прибывают на Марс, их встречают совершенно по-разному. Запланированная для Майлза работа с топливом была отложена из-за аварии на астероиде, поэтому его направляют на общий ремонт и обслуживание. Он живёт под поверхностью и питается второсортной едой. Его первая зарплата включает в себя вычеты за все расходные материалы, что снижает сумму до уровня ниже земной. В то же время существует чёрный рынок и неофициальный бар. Келли урезали финансирование на науку, и она встречается с Алейдой, которая всё ещё борется с психологическими проблемами. После ночной попойки они решают заняться исследованиями вне НАСА. В СССР Марго замечает изменения: отсутствие новостей по телевизору, неработающий телефон и исчезновение слежки. Она видит, что на улице напряжённая обстановка и её арестовывают при разгоне случайной толпы вместе с другими гражданами. |                                               |                      |                                         |               |
| 3 | «Медвежья хватка» «The Bear Hug»              | Дэн Лиу              | Эндрю Блэк                              | 24.11.2023    |
| В СССР происходит попытка консервативного переворота. Майлз использует свой расширенный доступ, чтобы помочь торговцам на чёрном рынке, и получает хорошую прибыль. Марго подвергается жёстким допросам о том, кто она такая и откуда у неё важный телефонный номер. Келли и Алейда безуспешно предлагают свой биологический проект нескольким компаниям. Они обращаются к бывшему генеральному директору «Гелиоса» Дэву, который сначала тоже отказывает им, но потом видит способ помочь им и себе, если вернуть Helios. Появившийся тремор Эда не позволяет ему завершить пилотный манёвр, но второй пилот, глава советского сектора Светлана Захарова, страхует его. Когда жалуется она на боли в боку, он показывает ей свою незаконную ферму марихуаны в оранжерее. Майлз ломает термостат дистилляционного аппарата из бара, пытаясь улучшить его функциональность. Обманом проникнув в корейский сектор, он похищает термостат, однако, будучи пойманным, взамен за сотрудничество получает непростую просьбу доставить на Марс жену корейца Ли Чон Гиля. Алейда рассказывает всё о своих проблемах и планах пенсионеру Биллу Страуссеру. Дэв возвращает себе Helios и проводит массовую чистку персонала. Допрос Марго внезапно заканчивается, выясняется, что армия, путчисты и Горбачёв нашли компромисс. Её с мешком на голове привозят на грузовике к Звёздному городку, где новая глава Роскосмоса Ирина Морозова предлагает Марго работать с ней. |                                               |                      |                                         |               |
| 4 | «Междоусобица» «House Divided»                | Дэн Лиу              | Сабрина Альмейда                        | 01.12.2023    |
| В Хэппи-Вэлли нарастает напряжённость в связи с борьбой за власть в СССР. Светлана ранит техника, выхода из высокопоставленной семьи, и Роскосмос требует отправить её на Землю, чтобы она предстала перед судом. НАСА и Даниэль противятся этому, что усиливает напряжённость между сверхдержавами. Майлз посылает дочери марсианский обсидиан, ювелир платит за него 5000 долларов. Жена Майлза указывает ему на перспективу, но его торговец на чёрном рынке не заинтересован в таком бизнесе, считая это слишком рискованным. Майлз делает вылазку на поверхность, чтобы добыть ценные камни, но падает в расщелину; Сэм спасает его. Марго работает в Роскосмосе, изучает советский отчёт об аварии на астероиде и обнаруживает, что изготовленные болты не соответствовали стандартам, о чём автор отчёта знал, но не упомянул; его забирает КГБ. Эд обращается к Даниэль с просьбой оставить Светлану на Марсе, но становится известно о сделке, по которой она предстанет перед судом в Индии, а не в Советском Союзе. Эд провожает её до шлюза мимо недовольных происходящим работников Хэппи-Вэлли. |                                               |                      |                                         |               |
| 5 | «Златовласка» «Goldilocks»                    | TBA                  | Йован Робинсон                          | 08.12.2023    |
| Проходит год. Обнаружен астероид, отклонившийся от Юпитера в сторону Марса. Измерения плотности показывают, что он содержит много металлов, особенно иридия, что делает его ценным для базы и человечества (ему дают прозвище "Златовласка"). Президент США Альберт Гор утверждает, что астероид открыт по его инициативе, что приводит к дипломатическим и политическим осложнениям. Марсианской команде поручено в сжатые сроки доставить астероид на орбиту Марса. Дэв решает отправиться на Марс вместе с Келли, оставив Алейду управлять Helios. Келли просит взять с собой на миссию своего сына. Дэв соглашается, отчасти потому, что мать в своё время бросила его. Майлз успешно занимается контрабандой марсианских обсидианов, но его напарник догадывается, что происходит. Во время тренировочной миссии один из членов экипажа замечает у Эда Болдуина тремор и сообщает об этом Даниэль. Она делится с ним своими проблемами. Когда он спорит с ней, она снимает его с должности старпома. В серии флэшбэков показаны визиты Даниэль к изгнанному из поселения Дэнни (из 3-го сезона), когда его состояние ухудшалось, пока он не покончил с собой. |                                               |                      |                                         |               |
| 6 | «Ленинград» «Leningrad»                       | TBA                  | Эрик Филлипс                            | 15.12.2023    |
| Марго следит за встречей в Ленинграде всех заинтересованных в захвате Златовласки, дистанционно помогая в переговорах Ирине Морозовой и замечает Алейду среди участников. Алейда называет стоимость захвата астероида в 2 трлн долларов и говорит, что его разработка может дать $20 трлн в течение 30-40 лет. В ходе закулисных обсуждений с участием США, Helios и СССР появляется идея доставить астероид к Земле, а не к Марсу. Марго предлагает работать с Алейдой напрямую, что раскроет её дезертирство, но позволит материализовать идею. Поначалу Алейда радуется, узнав, что Марго жива, но затем, услышав рассказ Марго, настроение её омрачается. На Марсе скучающий Эд отправляется в подпольный бар, заявив, что знал о его существовании, самогоноварении и существовании более широкого чёрного рынка. Майлзу закрывают доступ на чёрный рынок, поэтому с помощью северокорейцев он берёт его под контроль. Эд, который всё ещё работает главным менеджером Helios, использует свои знания об изменениях в оплате труда, чтобы подтолкнуть работников Хэппи-Вэлли к забастовке. Марго становится руководителем советской программы по захвату астероида. |                                               |                      |                                         |               |
| 7 | «Пересекая черту» «Crossing The Line»         | Майя Врвило          | Эндрю Блэк                              | 22.12.2023    |
| Переговоры между работниками и администрацией Хэппи-Вэлли затянулись на неделю, обе стороны разочарованы. После того как НАСА и Роскосмос приказывают возобновить производство топлива, забастовщики саботируют работу. При попытке возобновить производство топлива без работников обслуги происходит взрыв, имеются жертвы. Марго предложено поехать в США (с дипломатическим иммунитетом), чтобы доработать планы захвата астероида. Дэв, Келли и Алекс прибывают на Марс. Дэв делает забастовщикам несколько серьёзных материальных уступок, что приводит к расколу и прекращению забастовки. Алейда пытается добиться отмены дипломатического иммунитета Марго, но её просьба отклонена, и Марго прибывает в Хьюстон. Дэв обращается к Эду с идеей украсть астероид, ставший источником конфликта. |                                               |                      |                                         |               |
| 8 | «Наследие» «Legacy»                           | TBA                  | Дэвид Уэддл, Брэдли Томпсон             | 29.12.2023    |
| Сергей Никулов живёт в США и преподаёт в школе, он встречается с Алейдой и рассказывает ей, что Марго спасла ему жизнь в обмен на информацию для СССР. В Хэппи-Вэлли вводятся жёсткие внутренние ограничения, подпольный бар закрывают. НАСА и Роскосмос разрабатывают план коррекции траектории астероида с помощью торможения и использования магнитного поля Марса. Дэв с Эдом и Сэм хотят подменить дискриминатор на корабле «Рейнджер», тормозящем астероид, второй дискриминатор помогают добыть Майлз и Алекс. Сергей и Марго тайно встречаются. Сэм летит в составе экипажа «Рейнджера» к астероиду. |                                               |                      |                                         |               |
| 9 | «Бразилия» «Brazil»                           | Серджо Мимика-Геззан | Дэвид Уэддл, Брэдли Томпсон, Кейт Бёрнс | 05.01.2024    |
| Сэм ломает дискриминатор, заставляя заменить его, что даёт команде Дэва доступ к управлению «Рейнджером» и возможность доставить Златовласку на орбиту Марса, а не Земли. В северокорейском модуле обнаруживается американское шпионское устройство, и северокорейцы требуют от Пул начать расследование, в результате которого Майлз попадает под подозрение. Сергей, Алейда и Марго ужинают вместе, обсуждая планы по операции со Златовлаской. Сергей предлагает Марго бежать в Бразилию и работать по их космической программе. Главы НАСА и Роскосмоса узнают от Пул об исчезновении со склада приборов связи и компьютерного оборудования, что сразу же заставляет начать расследование оперативников ЦРУ и КГБ в Хэппи-Вэлли, Майлза жёстко допрашивают. Эд рассказывает Келли о своих опасениях по поводу выхода на пенсию, а Келли расспрашивает его о работе с Дэвом. Командир северокорейского модуля находит штабную комнату команды Дэва, но его там же обездвиживает Ли. В Сергея стреляют, и его смерть обставляют как самоубийство. |                                               |                      |                                         |               |
| 10 | «Перестройка» «Perestroika»                   | Серджо Мимика-Геззан | Мэтт Уолперт, Бен Недиви                | 12.01.2024    |
| Все стороны готовятся к захвату Златовласки. В Хэппи-Вэлли вводится комендантский час, всех обязывают сидеть по каютам. Майлз в ходе жёсткого допроса выдаёт местонахождение заговорщиков после угрозы его семье. Силы безопасности находят штабную комнату команды Дэва, но благодаря Дэву почти всем удаётся скрыться (они находят убежище в северокорейском модуле). Однако их план раскрывается, и на место ставится защищённый дискриминатор, двигатели на астероиде начинают работать. Алейда отправляется к Сергею в мотель и узнаёт о его смерти. Узнав об этом, Марго резко выговаривает Морозовой и уходит. Даниэла говорит по рации с Эдом и выясняется все противоречия и планы заговорщиков. Заговорщикам удаётся установить контакт с Сэм и начать работать по новому плану. Сэм совершает выход наружу, чтобы выполнить переключение, борется с Палмером и успешно продлевает работу двигателей. Хьюстон пытается этому помешать, но Алейда и Марго успешно пресекают эти попытки, в результате чего астероид выходит на орбиту Марса. Марго признаётся в содеянном, чтобы защитить Алейду. Майлз освобождается из плена и поднимает бунт против сил безопасности Хэппи-Вэлли, пытающихся захватить северокорейский модуль, начинается массовая драка. Эд и Даниэль пытаются разнять дерущихся, но в потасовке происходит случайный выстрел и пуля попадает в Даниэль, что вынуждает всех прекратить схватку. С Марго снимают неприкосновенность, её выводят из Центра управления полётами в наручниках; за кадром слышен её монолог, обращённый к судье. В Советском Союзе обыскивают кабинет Морозовой, она попадает под следствие. Газеты рассказывают о жестоком обращении с персоналом Хэппи-Вэлли. Жена Ли прибывает на Марс. Раненная Даниэль возвращается на Землю, её встречает семья с новорождённым внуком. В 2012 году Дэв смотрит из кратера Королёва на Златовласку, где построена огромная добывающая станция имени Кузнецова. |                                               |                      |                                         |               |

## Производство
Идея сериала пришла в голову Рональду Д. Муру во время ланча с экс-астронавтом НАСА Гарреттом Райзманом, когда они фантазировали на тему того, что могло бы случиться, если бы СССР высадился на Луну раньше, чем США. 15 декабря 2017 года Apple заказала производство сериала. Авторами сценария и исполнительными продюсерами стали Рональд Д. Мур, Мэтт Уолперт, Бен Недиви.
5 октября 2018 года было объявлено название сериала: «Ради всего человечества» (англ. For All Mankind).

### Съёмки
Съёмки первого сезона начались в августе 2018 года в Лос-Анджелесе, Калифорния. В марте 2019 года съёмки были завершены.
Съёмки второго сезона начались 24 декабря 2019 года, были приостановлены (в связи с ограничениями из-за COVID-19), а затем возобновились 17 августа 2020 года.
Начало съёмок третьего сезона — 25 февраля 2021 года, завершение — середина сентября 2021 года.
Съёмки четвёртого сезона начались в августе 2022 года и закончились в январе 2023 года.